# Manchester United F.C. mùa giải 2019–20
Mùa giải 2019–20 là mùa giải thứ 28 của Manchester United tại Premier League và là mùa giải thứ 45 liên tiếp thi đấu ở cấp độ cao nhất của hệ thống bóng đá  Anh. Câu lạc bộ tham gia các giải Ngoại hạng Anh, Cúp FA, Cúp EFL và UEFA Europa League.
Đây sẽ là mùa giải đầu tiên kể từ mùa 2008–09 mà không có đội trưởng Antonio Valencia, người mà đã rời United vào cuối mùa giải 2018-19. Đây cũng sẽ là mùa giải đầu tiên dưới sự dẫn dắt của huấn luyện viên Ole Gunnar Solskjær, người mà tiếp quản chức vụ Huấn luyện viên trưởng chính thức của câu lạc bộ vào tháng 3 năm 2019. Solskjær đã chọn Ashley Young là người kế vị Valencia với tư cách là đội trưởng của câu lạc bộ.  Khi Young rời câu lạc bộ để đầu quân cho Inter Milan vào tháng 1 năm 2020, người được chọn làm đội trưởng câu lạc bộ là Harry Maguire.
Sau khi thông đạt được vị trí thứ 5 trên bảng xếp hạng cho tới tháng 9 năm 2019, United đã vươn lên vị trí thứ ba với trận hòa trên sân nhà trước West Ham United trong trận đấu áp chót của mùa giải, họ đã chắc chắn đoạt thứ hạng ba và một suất tham dự UEFA Champions League 2020–21 với chiến thắng 2–0 trước Leicester City ở vòng hạ màn vào ngày 26 tháng 7 của mùa giải, đây là trận đấu bất bại lần thứ 14 của họ. Mùa giải có khoảng thời gian bị gián đoạn ba tháng tức là từ tháng 3 đến tháng 6 năm 2020 sau khi đại dịch Covid-19 bùng phát toàn cầu.

## Giao hữu
United đi giao hữu trước mùa giải 2019–20 tới các nước Úc, Singapore, Trung Quốc, Na Uy và xứ Wales. Hai trận đấu đầu tiên được chơi tại Sân vận động Perth ở Perth nước Úc; Đầu tiên là chiến thắng 2-0 trước đội bóng bản địa Perth Glory với các bàn thắng của Marcus Rashford và James Garner, sau đó là cuộc tiếp đón đối thủ Leeds United, Quỷ đỏ đã giành thắng lợi với tỷ số 4-0 với các bàn thắng của Tiến Sĩ Marcus Rashford, Phil Jones, Anthony Martial và bàn thắng đầu tiên cho câu lạc bộ của Mason Greenwood.
United cũng tham dự International Champions Cup 2019, bắt đầu bằng trận đấu với Inter Milan tại Singapore vào ngày 20 tháng 7, ở trận đấu đó tiền đạo trẻ Mason Greenwood ghi bàn thắng duy nhất để mang về chiến thắng đầu tiên cho United. Sau đó là trận đấu với Tottenham Hotspur tại Thượng Hải khoảng năm ngày sau đó, United giành chiến thắng với tỷ số 2-1 nhờ các bàn thắng của Anthony Martial và Angel Gomes. Sau đó, United đi đến Na Uy để chơi một trận giao hữu với Kristiansund BK, đội bóng thời niên thiếu của Huấn luyện viên Ole Gunnar Solskjær, United giành chiến thắng 1-0 sau quả phạt đền thành công của Juan Mata. Trận đấu cuối cùng của họ ở International Champions Cup vào ngày 3 tháng 8 và đối thủ là A.C. Milan, United thắng 5-4 ở loạn sút luân lưu sau khi cả hai đội hòa nhau với tỷ số 2-2 ở Cardiff, với hai bàn thắng trong trận đấu thuộc về Rashford và Jesse Lingard, tân binh Daniel James đã ghi bàn từ loạt sút luân lưu.
Do ảnh hưởng của đại dịch COVID-19 ở Vương quốc Anh, giải bóng đá Ngoại hạng Anh bị tạm hoãn vào ngày 13 tháng 3 năm 2020. Sau khi có thông báo rằng giải đấu sẽ trở lại vào giữa tháng 6, United lần đầu tiên chơi một trận giao hữu nội bộ đội tại Old Trafford, trước khi sắp xếp một trận giao hữu khác với Stoke City vào ngày 9 tháng 6. Tuy nhiên, trận đấu này đã bị hủy sau khi huấn luyện viên của Stoke, Michael O'Neill có kết quả dương tính với COVID-19. United cuối cùng đã trở lại hoạt động vào ngày 12 tháng 6, chơi hai trận đấu với West Bromwich Albion mà không có khán giả. West Brom thắng trận đầu tiên 2–1, nhưng United thắng trận thứ hai 3–1.

style="background:#ffdddd

| Ngày                | Đối thủ              | H / A | Kết quả F–A | Ghi bàn                                                   | Số khán giả |
| ------------------- | -------------------- | ----- | ----------- | --------------------------------------------------------- | ----------- |
| 13 tháng 7 năm 2019 | Perth Glory          | N     | 2–0         | Rashford 60', Garner 85'                                  | 50,206      |
| 17 tháng 7 năm 2019 | Leeds United         | N     | 4–0         | Greenwood 7', Rashford 27', Jones 51', Martial 69' (pen.) | 55,274      |
| 20 tháng 7 năm 2019 | Internazionale       | N     | 1–0         | Greenwood 76'                                             | 52.897      |
| 25 tháng 7 năm 2019 | Tottenham Hotspur    | N     | 2–1         | Martial 21', Gomes 80'                                    |             |
| 30 tháng 7 năm 2019 | Kristiansund         | N     | 1–0         | Mata 90+2' (pen.)                                         |             |
| 3 tháng 8 năm 2019  | Milan                | N     | 2–2 (5–4p)  | Rashford 14', Lingard 72'                                 | 65,892      |
| 12 tháng 6 năm 2020 | West Bromwich Albion | H     | 1–2         | Fernandes (pen.)                                          | 0           |
| 12 tháng 6 năm 2020 | West Bromwich Albion | H     | 3–1         | Pereira (2), Chong                                        | 0           |

## Premier League

### Các trận đấu
Các trận đấu Giải bóng đá Ngoại hạng Anh được công bố vào ngày 13 tháng 6 năm 2019. Đây sẽ là mùa giải Premier League đầu tiên được nghỉ đông ở giữa mùa và cũng sẽ là mùa giải đầu tiên sử dụng công nghệ VAR.
| Ngày                 | Đối thủ                 | H / A | Kết quả F–A | Cầu thủ ghi bàn                                                           | Số khán giả | Vị trí BXH |
| -------------------- | ----------------------- | ----- | ----------- | ------------------------------------------------------------------------- | ----------- | ---------- |
| 11 tháng 8 năm 2019  | Chelsea                 | H     | 4–0         | Rashford (2) 18' (pen.), 67', Martial 65', James 81'                      | 73,620      | 2          |
| 19 tháng 8 năm 2019  | Wolverhampton Wanderers | A     | 1–1         | Martial 27'                                                               | 31,314      | 4          |
| 24 tháng 8 năm 2019  | Crystal Palace          | H     | 1–2         | James 89'                                                                 | 73,454      | 5          |
| 31 tháng 8 năm 2019  | Southampton             | A     | 1–1         | James 10'                                                                 | 30,499      | 7          |
| 14 tháng 9 năm 2019  | Leicester City          | H     | 1–0         | Rashford 8' (pen.)                                                        | 73,689      | 4          |
| 22 tháng 9 năm 2019  | West Ham United         | A     | 0–2         |                                                                           | 59,936      | 8          |
| 30 tháng 9 năm 2019  | Arsenal                 | H     | 1–1         | McTominay 45'                                                             | 73,201      | 10         |
| 6 tháng 10 năm 2019  | Newcastle United        | A     | 0–1         |                                                                           | 51,198      | 12         |
| 20 tháng 10 năm 2019 | Liverpool               | H     | 1–1         | Rashford 36'                                                              | 73,737      | 14         |
| 27 tháng 10 năm 2019 | Norwich City            | A     | 3–1         | McTominay 21', Rashford 30', Martial 73'                                  | 27,108      | 7          |
| 2 tháng 11 năm 2019  | Bournemouth             | A     | 0–1         |                                                                           | 10,669      | 10         |
| 10 tháng 11 năm 2019 | Brighton & Hove Albion  | H     | 3–1         | Pereira 17', McTominay 19', Rashford 66'                                  | 73,556      | 7          |
| 24 tháng 11 năm 2019 | Sheffield United        | A     | 3–3         | Williams 72', Greenwood 77', Rashford 79'                                 | 32,024      | 9          |
| 1 tháng 12 năm 2019  | Aston Villa             | H     | 2–2         | Heaton 42' (o.g.), Lindelöf 64'                                           | 73,381      | 9          |
| 4 tháng 12 năm 2019  | Tottenham Hotspur       | H     | 2–1         | Rashford (2) 7', 49' (pen.)                                               | 73,252      | 6          |
| 7 tháng 12 năm 2019  | Manchester City         | A     | 2–1         | Rashford 23' (pen.), Martial 29'                                          | 54,403      | 5          |
| 15 tháng 12 năm 2019 | Everton                 | H     | 1–1         | Greenwood 77'                                                             | 73,328      | 6          |
| 22 tháng 12 năm 2019 | Watford                 | A     | 0–2         |                                                                           | 21,488      | 8          |
| 26 tháng 12 năm 2019 | Newcastle United        | H     | 4–1         | Martial (2) 24', 51', Greenwood 36', Rashford 41'                         | 73,206      | 8          |
| 28 tháng 12 năm 2019 | Burnley                 | A     | 2–0         | Martial 44', Rashford 90+5'                                               | 21,924      | 5          |
| 1 tháng 1 năm 2020   | Arsenal                 | A     | 0–2         |                                                                           | 60,328      | 5          |
| 11 tháng 1 năm 2020  | Norwich City            | H     | 4–0         | Rashford (2) 27', 52' (pen.), Martial 54', Greenwood 76'                  | 73,271      | 5          |
| 19 tháng 1 năm 2020  | Liverpool               | A     | 0–2         |                                                                           | 52,916      | 5          |
| 22 tháng 1 năm 2020  | Burnley                 | H     | 0–2         |                                                                           | 73,198      | 5          |
| 1 tháng 2 năm 2020   | Wolverhampton Wanderers | H     | 0–0         |                                                                           | 73,363      | 7          |
| 17 tháng 2 năm 2020  | Chelsea                 | A     | 2–0         | Martial 45’,Maguire 66’                                                   | 40,504      | 7          |
| 23 tháng 2 năm 2020  | Watford                 | H     | 3–0         | Fernandes 42",Martial 58",Greenwood 75"                                   | 73,347      | 5          |
| 1 tháng 3 năm 2020   | Everton                 | A     | 1–1         | Fernandes 31'                                                             | 39,374      | 5          |
| 8 tháng 3 năm 2020   | Manchester City         | H     | 2–0         | Martial 30', McTominay 90+6'                                              | 73,288      | 5          |
| 19 tháng 6 năm 2020  | Tottenham Hotspur       | A     | 1–1         | Fernandes 81' (pen.)                                                      | 0           | 5          |
| 24 tháng 6 năm 2020  | Sheffield United        | H     | 3–0         | Martial (3) 7', 44', 74'                                                  | 0           | 5          |
| 30 tháng 6 năm 2020  | Brighton & Hove Albion  | A     | 3–0         | Greenwood 16', Fernandes (2) 29', 50'                                     | 0           | 5          |
| 4 tháng 7 năm 2020   | Bournemouth             | H     | 5–2         | Greenwood (2) 29', 54', Rashford 35' (pen.), Martial 45'+2, Fernandes 59' | 0           | 5          |
| 9 tháng 7 năm 2020   | Aston Villa             | A     | 3–0         | Fernandes 27' (pen.), Greenwood 45'+5, Pogba 58'                          | 0           | 5          |
| 13 tháng 7 năm 2020  | Southampton             | H     | 2–2         | Rashford 20', Martial 23'                                                 | 0           | 5          |
| 16 tháng 7 năm 2020  | Crystal Palace          | A     | 2–0         | Rashford 45'+1, Martial 78'                                               | 0           | 5          |
| 22 tháng 7 năm 2020  | West Ham United         | H     | 1–1         | Greenwood 51'                                                             | 0           | 3          |
| 26 tháng 7 năm 2020  | Leicester City          | A     | 2–0         | Fernandes 71' (pen.), Lingard 90'+8                                       | 0           | 3          |

### Bảng xếp hạng
| VT | Đội               | ST | T  | H  | B  | BT  | BB | HS  | Đ  | Giành quyền tham dự hoặc xuống hạng |
| -- | ----------------- | -- | -- | -- | -- | --- | -- | --- | -- | ----------------------------------- |
| 1  | Liverpool (C)     | 38 | 32 | 3  | 3  | 85  | 33 | +52 | 99 | Lọt vào vòng bảng Champions League  |
| 2  | Manchester City   | 38 | 26 | 3  | 9  | 102 | 35 | +67 | 81 | Lọt vào vòng bảng Champions League  |
| 3  | Manchester United | 38 | 18 | 12 | 8  | 66  | 36 | +30 | 66 | Lọt vào vòng bảng Champions League  |
| 4  | Chelsea           | 38 | 20 | 6  | 12 | 69  | 54 | +15 | 66 | Lọt vào vòng bảng Champions League  |
| 5  | Leicester City    | 38 | 18 | 8  | 12 | 67  | 41 | +26 | 62 | Lọt vào vòng bảng Europa League     |

1. ↑  Manchester City ban đầu bị cấm khỏi tất cả các giải đấu câu lạc bộ châu Âu cho mùa giải 2020–21 và 2021–22 bởi Cơ quan kiểm soát tài chính câu lạc bộ UEFA vào ngày 14 tháng 2 năm 2020 do đã vi phạm Luật công bằng tài chính UEFA.[18] Quyết định đã được kháng cáo lên Tòa án Trọng tài Thể thao (CAS) vào ngày 26 tháng 2 năm 2020.[19] Đơn kháng cáo đó đã được nhận vào ngày 8 tháng 6 năm 2020.[20] Kháng cáo được chấp nhận vào ngày 13 tháng 7 năm 2020 và lệnh cấm được gỡ bỏ.[21]

## Cúp FA
Với tư cách là một đội bóng ở Premier League, Manchester United sẽ bước vào Cúp FA 2019-20 ở vòng ba. Lễ bốc thăm diễn ra vào ngày 2 tháng 12 năm 2019 và kết quả United gặp đội bóng khác đến từ Premier League là Wolverhampton Wanderers. Trận đấu diễn ra vào ngày 4 tháng 1 năm 2020 và kết thúc với tỷ số hòa không bàn thắng dẫn tới cả hai đội phải đá lại vào giữa tháng. Trận đấu đá lại vào ngày 15 tháng 1, Juan Mata ghi bàn thắng duy nhất để đưa United vượt qua vòng này. Chơi tại sân nhà Prenton Park của Tranmere, United thắng 6–0 ở vòng 4, với cá nhân Harry Maguire và Diogo Dalot đều ghi bàn thắng đầu tiên cho United.
Ở vòng 5, United đã đánh bại Derby County của cựu tiền đạo Wayne Rooney với tỷ số 3–0 tại Pride Park, Odion Ighalo lập cú đúp đầu tiên cho United sau bàn thắng mở tỷ số của Luke Shaw.
Sau ba tháng trì hoãn vì đại dịch COVID-19, trận tứ kết gặp Norwich City được diễn ra vào ngày 27 tháng 6 năm 2020. Ighalo mở tỷ số, Todd Cantwell gỡ hoà cho Norwich đẩy trận đấu vào hiệp phụ. Ở hiệp phụ, đội trưởng Maguire ghi bàn đưa United vào bán kết. Manchester United chịu thua Chelsea ở bán kết, kết quả này đã chấm dứt chuỗi 19 trận bất bại trên mọi đấu trường của đội chủ sân Old Trafford.
| Ngày                | Vòng đấu      | Đối thủ                 | H / A | Kết quả F–A | Ghi bàn                                                                          | Khán giả |
| ------------------- | ------------- | ----------------------- | ----- | ----------- | -------------------------------------------------------------------------------- | -------- |
| 4 tháng 1 năm 2020  | Vòng 3        | Wolverhampton Wanderers | A     | 0–0         |                                                                                  | 31,381   |
| 15 tháng 1 năm 2020 | Vòng 3 Đá lại | Wolverhampton Wanderers | H     | 1–0         | Mata 67'                                                                         | 67,025   |
| 26 tháng 1, 2020    | Vòng 4        | Tranmere Rovers         | A     | 6–0         | Maguire 10', Dalot 13', Lingard 16', Jones 41' Martial 45', Greenwood 56' (pen.) | 13,779   |
| 5 tháng 3 năm 2020  | Vòng 5        | Derby County            | A     | 3–0         | Shaw 33', Ighalo (2) 41', 70'                                                    | 31,379   |
| 27 tháng 6 năm 2020 | Tứ kết        | Norwich City            | A     | 2–1(h.p)    | Ighalo 51', Maguire 118'                                                         | 0        |
| 19 tháng 7 năm 2020 | Bán kết       | Chelsea                 | N     | 1–3         | Fernandes 85' (pen.)                                                             | 0        |

## Cúp EFL
Là một trong 7 đội bóng Anh thi đấu ở đấu trường cúp châu Âu ở mùa giải 2019–20, Manchester United sẽ bước vào Cúp EFL 2019-20 ở vòng 3. Lễ bốc thăm vòng 3 diễn ra vào ngày 28 tháng 8 năm 2019 và United chỉ phải gặp đội bóng đến từ League One là Rochdale trên sân nhà. Trận đấu diễn ra vào ngày 25 tháng 9, Mason Greenwood mở tỷ số ở phút thứ 68 tuy nhiên cầu thủ 16 tuổi Luke Matheson đã cân bằng tỷ số khoảng 8 phút sau đó. Trận đấu kết thúc với tỷ số hòa 1–1 sau 90 phút và đi thẳng đến loạt sút luân lưu. Sergio Romero đã cản phá cú sút thứ 2 của Jimmy Keohane bên phía Rochdale, trong khi tất cả các cú đá của Manchester United đều thành công, đỉnh điểm là Daniel James ghi bàn thắng quyết định.
Ở vòng 4, Manchester United phải gặp Chelsea; đây là lần thứ 6 cả hai đội gặp nhau ở đấu trường này. Marcus Rashford lập một cú đúp để giúp United giành chiến thắng với tỷ số 2–1.
Vòng tứ kết, United gặp đại diện đến từ League Two là Colchester United và dễ dàng vượt qua đối thủ này với các bàn thắng của Marcus Rashford, Anthony Martial và một bàn phản lưới nhà của đối thủ. Họ phải gặp đối thủ Manchester City trong hai lượt trận ở vòng bán kết trong tháng giêng. Tuy nhiên, Manchester United phải dừng bước ở vòng bán kết do để thua với tổng tỷ số 2–3 sau hai lượt trận.
| Ngày                 | Vòng đấu             | Đối thủ           | H / A | Kết quả F–A | Tỷ số                                         | Số khán giả |
| -------------------- | -------------------- | ----------------- | ----- | ----------- | --------------------------------------------- | ----------- |
| 25 tháng 9 năm 2019  | Vòng 3               | Rochdale          | H     | 1–1 (5–3p)  | Greenwood 68'                                 | 58,314      |
| 30 tháng 10 năm 2019 | Vòng 4               | Chelsea           | A     | 2–1         | Rashford (2) 25' (pen.), 73'                  | 38,645      |
| 18 tháng 12 năm 2019 | Vòng tứ kết          | Colchester United | H     | 3–0         | Rashford 51', Jackson 56' (o.g.), Martial 61' | 57,559      |
| 7 tháng 1 năm 2020   | Vòng bán kết Lượt đi | Manchester City   | H     | 1–3         | Rashford 70'                                  | 69,023      |
| 29 tháng 1 năm2020   | Vòng bán kết Lượt về | Manchester City   | A     | 1–0         | Matić 35'                                     |             |

## UEFA Europa League

### Vòng bảng
Sau khi kết thúc ở vị trí thứ 6 ở mùa giải trước tại Giải bóng đá Ngoại hạng Anh 2018-19, Manchester United sẽ chơi ở UEFA Europa League 2019-20 ngay vòng bảng. Lễ bốc thăm vòng bảng sẽ được tổ chức tại Monaco vào ngày 30 tháng 8 năm 2019; United được bốc thăm vào bảng L cùng với các đội Astana của Kazakhstan, Partizan của Serbia và AZ của Hà Lan. Astana gặp United, đó là cuộc đụng độ đầu tiên giữa một câu lạc bộ bóng đá tại Anh và một câu lạc bộ bóng đá tại Kazakhstan; và đây cũng là lần đầu tiên họ thi đấu với AZ; cuộc gặp gỡ duy nhất trước đó của họ với Partizan thuộc vòng bán kết của Cúp C1 châu Âu 1965-66, để thua 2–0 tại Belgrade trước khi giành thắng lợi 1–0 tại Old Trafford khoảng 1 tuần sau đó.
United bắt đầu chiến dịch Europa League của họ với chiến thắng 1–0 trước Astana tại Old Trafford vào ngày 19 tháng 9; Mason Greenwood đã ghi bàn thắng duy nhất trong trận đấu, trở thành cầu thủ trẻ nhất ghi bàn cho Manchester United ở đấu trường châu Âu. Trận đấu thứ hai của United là trận hòa không bàn thắng với AZ, đã được chơi trên Sân vận động Cars Jeans tại The Hague do sự cố sập mái của Sân vận động AFAS của AZ. Sau đó, họ di chuyển tới Belgrade vào ngày 24 tháng 10 và giành chiến thắng với 1–0 nhờ một quả phạt đền của Anthony Martial.
Martial lại một lần nữa mở tỷ số tại sân Old Trafford vào ngày 7 tháng 11 khép lại chiến thắng 3–0 cho United, người cùng ghi bàn là Greenwood và Tiến Sĩ Rashford. Đến đây, United đã đủ điều kiện một vé tham dự vòng tiếp theo của mùa giải. United tung ra một đội bóng rất trẻ với độ tuổi trung bình 22 năm và 26 ngày trong trận thua 2–1 trên sân nhà của đội bóng đã bị loại Astana. Trận đấu đã chứng kiến có đến 6 cầu thủ trẻ mới được ra sân. United có bàn thắng sớm nhờ công của Jesse Lingard, đó là bàn thắng đầu tiên của mùa giải của anh ấy, cũng như trận đấu đầu tiên của anh với tư cách đội trưởng. United giữ được vị trí đầu bảng L với chiến thắng 4–0 trên sân nhà trước AZ để vượt qua vòng bảng. Greenwood mở tỷ số ở bàn thứ hai và thứ tư trong khi đó hai bàn còn lại thuộc về Ashley Young và Juan Mata.
| Ngày                 | Đối thủ  | H / A | Kết quả F–A | Tỷ số                                              | Khán giả | Vòng bảng Vị trí |
| -------------------- | -------- | ----- | ----------- | -------------------------------------------------- | -------- | ---------------- |
| 19 tháng 9 năm 2019  | Astana   | H     | 1–0         | Greenwood 73'                                      | 50,783   | 1st              |
| 3 tháng 10 năm 2019  | AZ       | A     | 0–0         |                                                    | 13,863   | 2nd              |
| 24 tháng 10 năm 2019 | Partizan | A     | 1–0         | Martial 43' (pen.)                                 | 25,627   | 1st              |
| 7 tháng 11 năm 2019  | Partizan | H     | 3–0         | Greenwood 22', Martial 33', Rashford 49'           | 62,955   | 1st              |
| 28 tháng 11 năm 2019 | Astana   | A     | 1–2         | Lingard 10'                                        | 28,949   | 1st              |
| 12 tháng 12 năm 2019 | AZ       | H     | 4–0         | Young 53', Greenwood (2) 58', 64', Mata 62' (pen.) | 65,773   | 1st              |

| VT | Đội               | ST | T | H | B | BT | BB | HS  | Đ  | Giành quyền tham dự                 |     | MUN | AZ  | PAR | AST |
| -- | ----------------- | -- | - | - | - | -- | -- | --- | -- | ----------------------------------- | --- | --- | --- | --- | --- |
| 1  | Manchester United | 6  | 4 | 1 | 1 | 10 | 2  | +8  | 13 | Đi tiếp vào vòng đấu loại trực tiếp |     | —   | 4–0 | 3–0 | 1–0 |
| 2  | AZ                | 6  | 2 | 3 | 1 | 15 | 8  | +7  | 9  | Đi tiếp vào vòng đấu loại trực tiếp |     | 0–0 | —   | 2–2 | 6–0 |
| 3  | Partizan          | 6  | 2 | 2 | 2 | 10 | 10 | 0   | 8  |                                     |     | 0–1 | 2–2 | —   | 4–1 |
| 4  | Astana            | 6  | 1 | 0 | 5 | 4  | 19 | −15 | 3  |                                     | 2–1 | 0–5 | 1–2 | —   |     |

### Vòng đấu loại trực tiếp
Lễ bốc thăm vòng 32 đội được tiến hành vào ngày 16 tháng 12 năm 2019. Họ sẽ gặp đội bóng đến từ Bỉ là Club Brugge. Sau trận hòa 1–1 trên sân vận động Jan Breydel, United đã đè bẹp đại diện nước Bỉ ở trận lượt về với tỷ số 5–0 để đi tiếp với chiến thắng chung cuộc 6–1; Odion Ighalo ghi bàn đầu tiên cho câu lạc bộ, Fred ghi bàn đầu tiên trong mùa giải, và Scott McTominay ghi bàn đầu tiên ở cúp châu Âu.
Lễ bốc thăm vòng 16 diễn ra vào ngày 28 tháng 2. Kết quả United gặp câu lạc bộ LASK của Áo. United đã thắng 5–0 ở trận lượt đi. Do ảnh hưởng của đại dịch COVID-19, gần 5 tháng sau trận lượt về mới diễn ra, vào ngày 5 tháng 8; United là đội thủng lưới trước nhưng vào hiệp hai Jesse Lingard gỡ hòa, Anthony Martial ấn định chiến thắng 2–1 khi trận đấu 3 ba phút. United giành chiến thắng chung cuộc 7–1 và đi tiếp vào tứ kết.
Do hậu quả của đại dịch, các trận tứ kết, bán kết và chung kết của giải đấu được chuyển đến bốn địa điểm ở bang North Rhine-Westphalia của Đức, với tất cả các trận đấu sẽ được diễn ra mà không có khán giải. Lễ bốc thăm cho toàn bộ giai đoạn cuối cùng cũng được thực hiện cùng lúc vào ngày 10 tháng 7. Kết quả là Manchester United gặp Copenhagen của Đan Mạch ở tứ kết, và trận đấu diễn ra không bàn thắng trong suốt 90 phút chính thúc, trước khi được định đoạt bởi quả phạt đền của Bruno Fernandes ở hiệp phụ. Ở vòng bán kết, United sẽ đấu với Sevilla. Trận bán kết diễn ra tại Cologne vào ngày 16 tháng 8. Hàng phòng ngự yếu kém đã khiến United sớm về nước với thất bại 1–2 trước đội 5 lần vô địch UEFA Cup / Europa League.
| Ngày                | Vòng đấu            | Đối thủ     | H / A | Kết quả F–A | Tỷ số                                                                | Số khán giả |
| ------------------- | ------------------- | ----------- | ----- | ----------- | -------------------------------------------------------------------- | ----------- |
| 20 tháng 2 năm 2020 | Vòng 32 đội Lượt đi | Club Brugge | A     | 1–1         | Martial 36'                                                          | 27,006      |
| 27 tháng 2 năm 2020 | Vòng 32 đội Lượt về | Club Brugge | H     | 5–0         | Fernandes 27' (pen.), Ighalo 34', McTominay 41', Fred (2) 82', 90+3' | 70,397      |
| 12 tháng 3 năm 2020 | Vòng 16 đội Lượt đi | LASK Linz   | A     | 5–0         | Ighalo 28', James 58', Mata 82', Greenwood 90+2', Pereira 90+3'      | 0           |
| 19 tháng 3 năm 2020 | Vòng 16 đội Lượt về | LASK Linz   | H     | 2–1         | Lingard 57', Martial 88'                                             | 0           |
| 10 tháng 8 năm 2020 | Tứ kết              | Copenhagen  | N     | 1–0 (h.p)   | Fernandes 95' (pen.)                                                 | 0           |
| 16 tháng 8 năm 2020 | Bán kết             | Sevilla     | N     | 1–2         | Fernandes 9' (pen.)                                                  | 0           |

## Thống kê đội hình
| Số áo         | Vị trí        | Tên                 | Ngoại hạng Anh | Ngoại hạng Anh | Cúp FA | Cúp FA | Cúp EFL | Cúp EFL | Cúp châu Âu | Cúp châu Âu | Tổng cộng | Tổng cộng | Thẻ phạt | Thẻ phạt |
| Số áo         | Vị trí        | Tên                 | Trận           | Bàn            | Trận   | Bàn    | Trận    | Bàn     | Trận        | Bàn         | Trận      | Bàn       |          |          |
| ------------- | ------------- | ------------------- | -------------- | -------------- | ------ | ------ | ------- | ------- | ----------- | ----------- | --------- | --------- | -------- | -------- |
| 1             | TM            | David de Gea        | 38             | 0              | 1      | 0      | 2       | 0       | 2           | 0           | 43        | 0         | 2        | 0        |
| 2             | HV            | Victor Lindelöf     | 35             | 1              | 5      | 0      | 3       | 0       | 3(1)        | 0           | 46(1)     | 1         | 6        | 0        |
| 3             | HV            | Eric Bailly         | 1(3)           | 0              | 3      | 0      | 0       | 0       | 4           | 0           | 8(3)      | 0         | 2        | 0        |
| 4             | HV            | Phil Jones          | 2              | 0              | 1      | 1      | 2       | 0       | 2(1)        | 0           | 7(1)      | 1         | 2        | 0        |
| 5             | HV            | Harry Maguire (c)   | 38             | 1              | 5      | 2      | 3       | 0       | 9           | 0           | 55        | 3         | 9        | 0        |
| 6             | TV            | Paul Pogba          | 13(3)          | 1              | 0(2)   | 0      | 1       | 0       | 2(1)        | 0           | 16(6)     | 1         | 2        | 0        |
| 7             | TĐ            | Alexis Sánchez      | 0              | 0              | 0      | 0      | 0       | 0       | 0           | 0           | 0         | 0         | 0        | 0        |
| 8             | TV            | Juan Mata           | 8(11)          | 0              | 4      | 1      | 1(2)    | 0       | 8(3)        | 2           | 21(16)    | 3         | 1        | 0        |
| 9             | TĐ            | Anthony Martial     | 31(1)          | 17             | 2(3)   | 1      | 2(2)    | 1       | 6(1)        | 4           | 41(7)     | 23        | 1        | 0        |
| 10            | TĐ            | Marcus Rashford     | 31             | 17             | 1(3)   | 0      | 3       | 4       | 4(2)        | 1           | 39(5)     | 22        | 4        | 0        |
| 12            | HV            | Chris Smalling      | 0              | 0              | 0      | 0      | 0       | 0       | 0           | 0           | 0         | 0         | 0        | 0        |
| 13            | TM            | Lee Grant           | 0              | 0              | 0      | 0      | 0       | 0       | 1           | 0           | 1         | 0         | 0        | 0        |
| 14            | TV            | Jesse Lingard       | 9(13)          | 1              | 3(1)   | 1      | 4(1)    | 0       | 4(5)        | 2           | 20(20)    | 4         | 5        | 0        |
| 15            | TV            | Andreas Pereira     | 18(7)          | 1              | 2(2)   | 0      | 3(2)    | 0       | 2(4)        | 1           | 25(15)    | 2         | 4        | 0        |
| 16            | HV            | Marcos Rojo         | 1(2)           | 0              | 0      | 0      | 2       | 0       | 4           | 0           | 7(2)      | 0         | 1        | 0        |
| 17            | TV            | Fred                | 23(6)          | 0              | 4(2)   | 0      | 4       | 0       | 8(1)        | 2           | 39(9)     | 2         | 12       | 0        |
| 18            | HV            | Ashley Young (c)    | 10(2)          | 0              | 1      | 0      | 1(1)    | 0       | 2(1)        | 1           | 15(4)     | 1         | 8        | 0        |
| 18            | TV            | Bruno Fernandes     | 14             | 8              | 3      | 1      | —       | —       | 4(1)        | 3           | 21(1)     | 12        | 3        | 0        |
| 20            | HV            | Diogo Dalot         | 1(3)           | 0              | 3(1)   | 1      | 0       | 0       | 3           | 0           | 7(4)      | 1         | 1        | 0        |
| 21            | TV            | Daniel James        | 26(7)          | 3              | 3      | 0      | 2(2)    | 0       | 4(2)        | 1           | 35(11)    | 4         | 4        | 0        |
| 22            | TM            | Sergio Romero       | 0              | 0              | 5      | 0      | 3       | 0       | 9           | 0           | 17        | 0         | 0        | 0        |
| 23            | HV            | Luke Shaw           | 20(4)          | 0              | 3      | 1      | 2       | 0       | 4           | 0           | 29(4)     | 1         | 8        | 0        |
| 24            | HV            | Timothy Fosu-Mensah | 2(1)           | 0              | 0(1)   | 0      | 0       | 0       | 1(1)        | 0           | 3(3)      | 0         | 1        | 0        |
| 25            | TĐ            | Odion Ighalo        | 0(11)          | 0              | 2(1)   | 3      | —       | —       | 3(2)        | 2           | 5(14)     | 5         | 0        | 0        |
| 26            | TĐ            | Mason Greenwood     | 12(19)         | 10             | 3(2)   | 1      | 4       | 1       | 7(2)        | 5           | 26(23)    | 17        | 0        | 0        |
| 28            | TV            | Angel Gomes         | 0(2)           | 0              | 0      | 0      | 0(1)    | 0       | 3           | 0           | 3(3)      | 0         | 0        | 0        |
| 29            | HV            | Aaron Wan-Bissaka   | 34(1)          | 0              | 2      | 0      | 4       | 0       | 5           | 0           | 45(1)     | 0         | 8        | 0        |
| 30            | TM            | Nathan Bishop       | 0              | 0              | 0      | 0      | —       | —       | 0           | 0           | 0         | 0         | 0        | 0        |
| 31            | TV            | Nemanja Matić       | 18(3)          | 0              | 4(1)   | 0      | 2(1)    | 1       | 4(1)        | 0           | 28(6)     | 1         | 4        | 1        |
| 35            | HV            | Demetri Mitchell    | 0              | 0              | 0      | 0      | 0       | 0       | 0           | 0           | 0         | 0         | 0        | 0        |
| 37            | TV            | James Garner        | 0(1)           | 0              | 0      | 0      | 0(1)    | 0       | 3(1)        | 0           | 3(3)      | 0         | 0        | 0        |
| 38            | HV            | Axel Tuanzebe       | 2(3)           | 0              | 0      | 0      | 2       | 0       | 3           | 0           | 7(3)      | 0         | 0        | 0        |
| 39            | TV            | Scott McTominay     | 20(7)          | 4              | 2      | 0      | 1       | 0       | 5(2)        | 1           | 28(9)     | 5         | 4        | 0        |
| 40            | TM            | Joel Castro Pereira | 0              | 0              | 0      | 0      | 0       | 0       | 0           | 0           | 0         | 0         | 0        | 0        |
| 41            | HV            | Ethan Laird         | 0              | 0              | 0      | 0      | 0       | 0       | 1(1)        | 0           | 1(1)      | 0         | 1        | 0        |
| 44            | TĐ            | Tahith Chong        | 0(3)           | 0              | 1(1)   | 0      | 1       | 0       | 2(4)        | 0           | 4(8)      | 0         | 0        | 0        |
| 47            | TV            | Arnau Puigmal       | 0              | 0              | 0      | 0      | 0       | 0       | 0           | 0           | 0         | 0         | 0        | 0        |
| 49            | TĐ            | D'Mani Mellor       | 0              | 0              | 0      | 0      | 0       | 0       | 0(1)        | 0           | 0(1)      | 0         | 0        | 0        |
| 51            | TM            | Matěj Kovář         | 0              | 0              | 0      | 0      | 0       | 0       | 0           | 0           | 0         | 0         | 0        | 0        |
| 52            | HV            | Max Taylor          | 0              | 0              | 0      | 0      | 0       | 0       | 0           | 0           | 0         | 0         | 0        | 0        |
| 53            | HV            | Brandon Williams    | 11(6)          | 1              | 3(3)   | 0      | 3(2)    | 0       | 8           | 0           | 25(11)    | 1         | 9        | 0        |
| 54            | TV            | Ethan Galbraith     | 0              | 0              | 0      | 0      | 0       | 0       | 0(1)        | 0           | 0(1)      | 0         | 0        | 0        |
| 58            | HV            | Di'Shon Bernard     | 0              | 0              | 0      | 0      | 0       | 0       | 1           | 0           | 1         | 0         | 0        | 0        |
| 59            | TĐ            | Largie Ramazani     | 0              | 0              | 0      | 0      | 0       | 0       | 0(1)        | 0           | 0(1)      | 0         | 0        | 0        |
| 63            | TV            | Dylan Levitt        | 0              | 0              | 0      | 0      | 0       | 0       | 1           | 0           | 1         | 0         | 1        | 0        |
| 71            | HV            | Teden Mengi         | 0              | 0              | 0      | 0      | 0       | 0       | 0(1)        | 0           | 0(1)      | 0         | 0        | 0        |
| Phản lưới nhà | Phản lưới nhà | Phản lưới nhà       | —              | 1              | —      | 0      | —       | 1       | —           | 0           | —         | 2         | —        | —        |

## Chuyển nhượng

### Chuyển đến
| Ngày                | Vị trí | Tên               | Từ              | Mức phí       | Ref.   |
| ------------------- | ------ | ----------------- | --------------- | ------------- | ------ |
| 1 tháng 7 năm 2019  | TV     | Daniel James      | Swansea City    | Không tiết lộ | [ 44 ] |
| 1 tháng 7 năm 2019  | HV     | Aaron Wan-Bissaka | Crystal Palace  | Không tiết lộ | [ 46 ] |
| 5 tháng 8 năm 2019  | HV     | Harry Maguire     | Leicester City  | Không tiết lộ | [ 48 ] |
| 30 tháng 1 năm 2020 | TV     | Bruno Fernandes   | Sporting CP     | Không tiết lộ | [ 50 ] |
| 31 tháng 1 năm 2020 | TM     | Nathan Bishop     | Southend United | Không tiết lộ | [ 51 ] |

### Ra đi
| Ngày                | Vị trí | Tên              | Nơi đến             | Mức phí             | Ref.          |
| ------------------- | ------ | ---------------- | ------------------- | ------------------- | ------------- |
| 30 tháng 6 năm 2019 | TV     | Ander Herrera    | Paris Saint-Germain | Miễn phí            | [ 52 ] [ 53 ] |
| 30 tháng 6 năm 2019 | HV     | Antonio Valencia | LDU Quito           | Miễn phí            | [ 54 ] [ 55 ] |
| 30 tháng 6 năm 2019 | HV     | Regan Poole      | Milton Keynes Dons  | Miễn phí            | [ 56 ] [ 57 ] |
| 30 tháng 6 năm 2019 | TĐ     | Zak Dearnley     | Giải phóng hợp đồng | Giải phóng hợp đồng | [ 56 ]        |
| 30 tháng 6 năm 2019 | TV     | Tom Sang         | Giải phóng hợp đồng | Giải phóng hợp đồng | [ 56 ]        |
| 30 tháng 6 năm 2019 | TV     | Callum Whelan    | Watford             | Miễn phí            | [ 56 ] [ 59 ] |
| 30 tháng 6 năm 2019 | TV     | Matty Willock    | Gillingham          | Miễn phí            | [ 56 ] [ 60 ] |
| 30 tháng 6 năm 2019 | TĐ     | James Wilson     | Aberdeen            | Miễn phí            | [ 56 ] [ 61 ] |
| 30 tháng 6 năm 2019 | HV     | Matthew Olosunde | Rotherham United    | Miễn phí            | [ 56 ] [ 62 ] |
| 30 tháng 6 năm 2019 | HV     | Tyrell Warren    | Giải phóng hợp đồng | Giải phóng hợp đồng | [ 56 ]        |
| 30 tháng 6 năm 2019 | TV     | DJ Buffonge      | Spezia              | Miễn phí            | [ 56 ] [ 63 ] |
| 30 tháng 6 năm 2019 | TV     | Callum Gribbin   | Giải phóng hợp đồng | Giải phóng hợp đồng | [ 56 ]        |
| 30 tháng 6 năm 2019 | TĐ     | Millen Baars     | Giải phóng hợp đồng | Giải phóng hợp đồng | [ 56 ]        |
| 30 tháng 6 năm 2019 | TĐ     | Joshua Bohui     | NAC Breda           | Miễn phí            | [ 56 ] [ 65 ] |
| 30 tháng 6 năm 2019 | TM     | James Thompson   | Giải phóng hợp đồng | Giải phóng hợp đồng | [ 56 ]        |
| 27 tháng 7 năm 2019 | TĐ     | Nishan Burkart   | Freiburg            | Không tiết lộ       | [ 66 ]        |
| 8 tháng 8 năm 2019  | TĐ     | Romelu Lukaku    | Inter Milan         | Không tiết lộ       | [ 68 ]        |
| 2 tháng 9 năm 2019  | HV     | Matteo Darmian   | Parma               | Không tiết lộ       | [ 70 ]        |
| 2 tháng 9 năm 2019  | HV     | Lee O'Connor     | Celtic              | Không tiết lộ       | [ 71 ]        |
| 17 tháng 1 năm 2020 | HV     | Ashley Young     | Inter Milan         | Không tiết lộ       | [ 73 ]        |

### Mượn
| Ngày đến           | Ngày hết hạn        | Vị trí | Tên          | Từ                  | Ref.   |
| ------------------ | ------------------- | ------ | ------------ | ------------------- | ------ |
| 1 tháng 2 năm 2020 | 31 tháng 1 năm 2021 | TĐ     | Odion Ighalo | Thân Hoa Thượng Hải | [ 75 ] |

### Cho mượn
| Ngày đi             | Ngày đến            | Vị trí | Tên                       | Đến                      | Ref.   |
| ------------------- | ------------------- | ------ | ------------------------- | ------------------------ | ------ |
| 8 tháng 7 năm 2019  | 30 tháng 6 năm 2020 | TM     | Kieran O'Hara             | Burton Albion            | [ 76 ] |
| 26 tháng 7 năm 2019 | 30 tháng 6 năm 2020 | TM     | Dean Henderson            | Sheffield United         | [ 77 ] |
| 5 tháng 8 năm 2019  | 5 tháng 1 năm 2020  | TM     | Alex Fojtíček             | Stalybridge Celtic       | [ 78 ] |
| 9 tháng 8 năm 2019  | 30 tháng 9 năm 2019 | TM     | Jacob Carney              | Stocksbridge Park Steels | [ 79 ] |
| 12 tháng 8 năm 2019 | 30 tháng 6 năm 2020 | HV     | George Tanner             | Morecambe                | [ 80 ] |
| 13 tháng 8 năm 2019 | Tháng 12 năm 2019   | TV     | Aidan Barlow              | Tromsø                   | [ 81 ] |
| 13 tháng 8 năm 2019 | 30 tháng 6 năm 2020 | TM     | Joel Castro Pereira       | Hearts                   | [ 82 ] |
| 16 tháng 8 năm 2019 | 3 tháng 1 năm 2020  | TV     | Ethan Hamilton            | Southend United          | [ 83 ] |
| 29 tháng 8 năm 2019 | 30 tháng 6 năm 2020 | TĐ     | Alexis Sánchez            | Inter Milan              | [ 85 ] |
| 30 tháng 8 năm 2019 | 30 tháng 6 năm 2020 | HV     | Chris Smalling            | Roma                     | [ 86 ] |
| 2 tháng 9 năm 2019  | 9 tháng 1 năm 2020  | HV     | Cameron Borthwick-Jackson | Tranmere Rovers          | [ 87 ] |
| 2 tháng 12 năm 2019 | 30 tháng 6 năm 2020 | TM     | Jacob Carney              | Stocksbridge Park Steels | [ 88 ] |
| 6 tháng 1 năm 2020  | 30 tháng 6 năm 2020 | TV     | Ethan Hamilton            | Bolton Wanderers         | [ 89 ] |
| 10 tháng 1 năm 2020 | 30 tháng 6 năm 2020 | TM     | Alex Fojtíček             | Stalybridge Celtic       | [ 90 ] |
| 10 tháng 1 năm 2020 | 30 tháng 6 năm 2020 | HV     | Max Taylor                | Stalybridge Celtic       | [ 90 ] |
| 24 tháng 1 năm 2020 | 30 tháng 6 năm 2020 | HV     | Cameron Borthwick-Jackson | Oldham Athletic          | [ 91 ] |
| 24 tháng 1 năm 2020 | 30 tháng 6 năm 2020 | HV     | George Tanner             | Salford City             | [ 92 ] |
| 30 tháng 1 năm 2020 | 30 tháng 6 năm 2020 | HV     | Marcos Rojo               | Estudiantes LP           | [ 93 ] |